# Генріх I (король Франції)
Ге́нріх I, або Анрі́ І (лат. Henricus I, фр. Henri I; 4 травня 1008 — 4 серпня 1060) — король Франції (1027—1060). Представник династії Капетингів. Син французького короля Роберта II Побожного і Констанції Арльської. Батько французького короля Філіппа I і вермандуанського графа Гуго Великого. Чоловік київської князівни Анни Ярославни (з 1051), доньки великого князя київського Ярослава Мудрого. Протягом усього правління воював проти васалів та свого брата Роберта. Помирився з ним тільки після того, як віддав йому Бургундію. Також воював проти Вільгельма Нормандського, зазнав поразок від нього в 1054 і 1058 роках.

## Біографія
1015 року його батько, Роберт II Побожний, оголошує Генріха герцогом Бургундським, а 1027 року, після смерті старшого брата — спадкоємцем престолу. Незважаючи на протидію Констанціі, що мала надію коронувати свого улюбленого сина Роберта, Генріха було короновано королем Франції в соборі Реймса 14 травня 1027 року за традицією Капетингів за життя батька. На той час правила першонародження у Капетингів не існувало, тому претензії Констанції були небезпідставними.
Ще до своєї коронації молодий Генріх разом з братами бере участь у бунті проти власного батька.
Одразу ж після смерті Роберта ІІ 1031 року починається відкрита боротьба Генріха з Робертом та Констанцією, що спираються на підтримку великих васалів та амбіційного Еда де Блуа. Новий король заручається підтримкою імператора Священної Римської імперії Конрада ІІ та особливо герцога Нормандії Роберта, якому в обмін на військову допомогу, віддає території у французькому Вексані. Констанція помирає 1034 року, і Генріху вдається за допомогою нормандців подолати опір васалів. Однак, щоб покласти край чварам, він змушений віддати Бургундію молодшому братові, який став родоначальником герцогського роду. Війна з Едом де Блуа та його прибічниками, на боці яких бере участь другий брат Генріха, Ед, продовжується. Після взяття Санса, полонення Еда і загального виснаження, війна припиняється 1039 року. Королівська влада у Франції була у той час слабка, але ще більш вона ослабла внаслідок інтриг матері Генріха, Констанції, і політики нормандських герцогів, яким Генріх змушений був робити великі поступки, щоб утвердитися на престолі.
Після смерті герцога Нормандії Роберта 1035 року Генріх намагається скористатися малолітством його позашлюбного сина Вільгельма для поширення свого впливу на Нормандію. Його армія відбирає назад землі у Вексані і проводить спустошливі вторгнення, дедалі більше поглиблюючись у нормандські володіння.
Одночасно Генріх висуває до нового імператора Священної Римської імперії Генріха ІІІ претензії на Лотарингію 1046 р. Коли імператор викликає Генріха на поєдинок, останній воліє втекти, тим більше, що ситуація в Нормандії ускладнюється, і Вільгельм Нормандський просить допомоги.
Заколот васалів Вільгельма охоплює Нижню Нормандію, Генріх стає на бік свого молодого племінника, якого пізніше називатимуть Вільгельмом Завойовником, в придушенні заколоту. 1047 року Генріх допомагає Вільгельму у вирішальній перемозі над васалами в битві в долині Дюн біля Кана.
Але вже через декілька років, коли Вільгельм, який був кузеном короля Англії Едуарда Сповідника (1042-66), одружується з Матильдою, донькою графа Фландрії Бодуена V, Генріх, занепокоєний посиленням його могутності, переходить до відкритої ворожнечі з колишнім союзником, підтримує його ворогів і знову вторгається до Нормандії. У 1054 році в битві при Мортемері його військо зазнає поразки, і Генріх тимчасово примиряється з Вільгельмом. В 1058 році Генріх знову атакує Нормандію і знову зазнає поразки в битві при Варавілі. Військові невдачі Генріха в Нормандії призвели до дедалі більшого посилення Вільгельма Нормандського. Васали Генріха, в тому числі і його рідний брат Роберт Бургундський, визнавали його владу лише теоретично.
Протягом всього часу перебування Генріха на престолі, майже безперервних кровопролитних чвар, голоду, королівська влада, вкрай послаблена, здобула лише Сеноне, втративши Бургундію. Саме в цей час французькі єпископи проголошують Божий мир і Боже перемир'я.
Корону Франції успадкував його син Філіпп I, якому було 7 років під час смерті Генріха; протягом шести років королева Анна Київська була регентом.

## Родина
1 Дружина (з 1043) — Матильда (? — 1044), донька фризького маркграфа. Померла в результаті невдалого кесаревого розтину.
2 Дружина (1051) — Анна Ярославна, київська князівна, донька великого князя київського Ярослава Мудрого.
Діти:
- Філіпп I (1052—1108) — король Франції
- Едігна (Емма) (1055— бл. 1109) — блаженна Католицької церкви.
- Роберт (1055—1060) — помер у дитинстві.
- Гуго (1057—1102) — граф Вермандуа, один із голів Першого хрестового походу.